# Josef Elvby
Josef Elvby est un footballeur suédois, né le 13 juillet 1982 sous le nom de Josef Karlsson. Il a pris le nom d'Elvby en juin 2011 après s'être marié avec sa compagne, Karin. Il évolue comme milieu de terrain au sein du club d'Östers.

## Biographie

### Qviding FIF
Formé à l'IFK Värnamo, Josef Karlsson rejoint le Qviding FIF, tout juste promu en Superettan en 2006. S'il s'impose aussitôt dans l'effectif (29 matchs joués pour sa première saison, dont 29 en tant que titulaire), son club, lui, peine à obtenir des résultats et doit attendre la 12e journée pour enregistrer sa première victoire. Karlsson attend lui la 14e journée pour inscrire son premier but sous ses nouvelles couleurs (défaite 2-1 contre l'IFK Norrköping à domicile). 15e en fin de saison, Qviding et Karlsson sont logiquement relégués en Div. 1 Södra. 
La saison 2006 sera toutefois d'une toute autre facture puisque Qviding FIF remporte facilement le championnat avec 60 points (soit 10 pts d'avance sur le troisième du championnat et premier non-promu, Västra Frölunda IF). Le club, 2e meilleure attaque du championnat, marque notamment les esprits à la faveur d'une très large victoire 8-2 face à Norrby IF, match dans lequel Karlsson ouvre le score dès la 12e min. Karlsson marquera cette saison 5 buts dont un doublé face à Skärhamns IK (victoire 1-4).
De retour en Superettan en 2008, Karlsson et son club réalisent une bonne saison et se classent 10e, le meilleur classement du club depuis sa création. Karlsson pour sa part, élu meilleur joueur de Qviding FIF sur la saison s'affirme comme un joueur complet, en marquant 8 buts et en offrant 5 passes décisives. Ceci lui permet d'être repéré par les dirigeants d'Häcken, vice-champion de Superettan cette saison-là.

### BK Häcken
le 18 novembre 2008, Karlsson s'engage officiellement avec Häcken où il fait d'entrée de jeu figure de titulaire. 
Sa deuxième saison au club est toutefois plus compliquée. Placé le plus souvent sur le banc des remplaçants, Karlsson doit attendre la 20e journée et une rencontre face à Elfsborg pour retrouver une place de titulaire qu'il ne quittera plus jusqu'à la fin de la saison. 
Au début de la saison 2011, il fait de nouveau partie des titulaires de l'équipe, disputant 16 des 18 premières rencontres du championnat national. En juin 2011, Josef Karlsson épouse sa compagne, Karin, et choisit de prendre son nom de famille, Elvby. Ce changement devient effectif pour la première fois le 3 juillet 2011 lors de la réception de Mjällby AIF au Rambergsvallen (victoire 6-0).

## Palmarès
- Champion de Div. 1 Södra : 2007 avec le Qviding FIF